# Rho Andromedae
ρ Andromedae (Rho Andromedae, kurz ρ And) ist mit einer scheinbaren Helligkeit von 5,18m ein mit dem bloßen Auge gerade noch wahrnehmbarer gelbweißer Stern im Sternbild Andromeda. Nach Parallaxen-Messungen der Raumsonde Gaia ist er 163 Lichtjahre von der Erde entfernt.
ρ And gehört der Spektralklasse F5 IV-V an und befindet sich damit im Übergangsstadium von einem Hauptreihenstern zu einem Unterriesen. Er besitzt etwa 1,8 Sonnenmassen, 3,4 Sonnendurchmesser und 18 Sonnenleuchtkräfte. Trotz seiner relativ geringen Größe konnte sein Winkeldurchmesser durch Interferometrie mit einer Genauigkeit von 1 % zu 0,600 Millibogensekunden gemessen werden. Daraus ergibt sich sein Durchmesser zu etwa 3,23 Sonnendurchmesser, was in guter Übereinstimmung mit dem vorher erwähnten berechneten Wert steht.  Die äußere Atmosphäre des Sterns beträgt etwa 6490 Kelvin. Er dreht sich mit einer projizierten Rotationsgeschwindigkeit von etwa 42 km/s um seine eigene Achse, woraus sich seine Rotationszeit zu unter 3,9 Tagen ergibt. Der europäische Röntgensatellit EXOSAT registrierte von ρ And ausgehende Röntgenstrahlung. Im Lauf seiner weiteren Entwicklung wird sich ρ And, der ein Einzelstern zu sein scheint, zu einem Riesenstern aufblähen und als Weißer Zwerg mit etwa 0,6 Sonnenmassen enden.